# Abdullah Ahmad Badawi
Abdullah bin Haji Ahmad Badawi (Kepala Batas, 1939. november 26. – Kuala Lumpur, 2025. április 14.) Malajzia miniszterelnöke, a legnagyobb malajziai párt, az UMNO elnöke, a kormányzó Barisan Nasional parlamenti koalíció vezetője. A kormányfői posztot 2003. október 31-én vette át Mahathir bin Mohamadtól. Nem hivatalosan Pak Lah néven ismerik.

## Élete
Abdullah befolyásos vallásos családban született. Apja, Ahmad Badawi jelentős malajziai vallási személyiség és az UMNO tagja volt. Anyai nagyapja, Ha Szuncsiang (egyéb ismert nevén Hasszan) kínai muszlim volt, aki a Hainan-szigeti Szanja városából származott.
Badawi a Bukit Mertajam Főiskolára járt. 1964-ben a Malaya Egyetemen bakalár fokozatot kapott iszlám tanulmányok szakon.
1974-ben a malajziai parlament (Dewan Rakyat) tagja lett. 1982-ben miniszter a miniszterelnöki hivatalban lett. Később oktatási és védelmi miniszterként dolgozott, de 1987-ben elbocsátották.
Miután Mahathir megfosztotta Anwar Ibrahimot hivatalától, Abdullahot nevezte ki miniszterelnök-helyettesnek. 2003-ban miniszterelnök lett. Badawi kormányzását beárnyékolja a parlament és a bíróságok függetlensége körüli számos vita. Bár Abdullahot 2004-ben a szavazatok döntő többségével újraválasztották, nem tudta teljesíteni a bűnözés és a korrupció mértékének csökkentésére tett választási ígéretét.
2005-ben Mahathir felszólította Abdullahot több ügy megoldásában, mint a nemzeti autógyár, a Proton védelme. 2006-ban Manathir bejelentette, hogy Abdullah már nem élvezi a bizalmát, mivel számos, általa elindított beruházást Abdullah nem folytatott. Ilyen terv volt a Malajziát és Szingapúrt összekötő híd építéséről, amely felváltotta volna a már meglévő töltésutat.